# Пачино
Пачино (итал. Pachino) је насеље у Италији у округу Сиракуза, региону Сицилија.
Према процени из 2011. у насељу је живело 20493 становника. Насеље се налази на надморској висини од 69 м.

## Становништво
Према резултатима пописа становништва 2011. у општини је живело 22.068 становника.
| 1931.  | 1936.  | 1951.  | 1961.  | 1971.  | 1981.  | 1991.  | 2001.  | 2011.  |
| ------ | ------ | ------ | ------ | ------ | ------ | ------ | ------ | ------ |
| 18.424 | 18.854 | 23.007 | 21.432 | 21.056 | 21.272 | 21.394 | 21.324 | 22.068 |

## Партнерски градови
- Бил/Бјен